# ARN ribosomique 5,8S

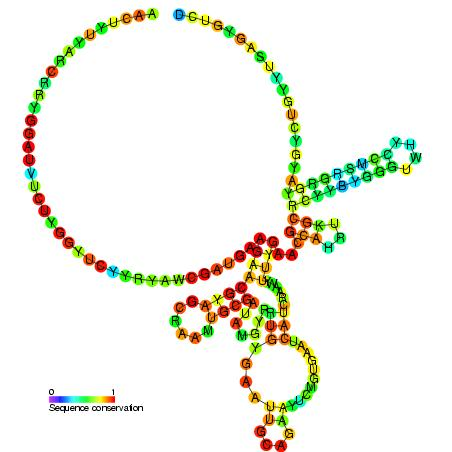
Structure secondaire et conservation des nucléotides de l'ARNr 5,8S.

L'ARN ribosomique 5,8S (ARNr 5,8S) est l'un des deux petits ARN ribosomiques constituant la grande sous-unité 60S des ribosomes d'eucaryotes. Chez l'homme, il est constitué de 156 nucléotides. Il est transcrit par ARN polymérase I au sein du précurseur 45S contenant également l'ARNr 18S de la petite sous-unité et l'ARNr 28S de la grande sous-unité. Il jouerait un rôle important dans la translocation des ribosomes. Cet ARN ribosomique est également connu pour former une liaison covalente avec la protéine p53. Il peut par ailleurs être utilisé comme gène de référence pour la détection de micro-ARN.